# Scheldeprijs 2023
Scheldeprijs 2023 – 111. edycja wyścigu kolarskiego Scheldeprijs, która odbyła się 5 kwietnia 2023 na trasie o długości ponad 205 kilometrów, biegnącej z holenderskiego Terneuzen do belgijskiego Schoten. Impreza kategorii 1.Pro była częścią UCI ProSeries 2023.

## Uczestnicy

### Drużyny
| WorldTeams (10)- Alpecin-Deceuninck - Astana Qazaqstan Team - Bora-Hansgrohe - Cofidis - Intermarché-Circus-Wanty - Soudal Quick-Step - Arkéa-Samsic - Team DSM - Team Jayco AlUla - Trek-Segafredo ProTeams (10)- Bingoal WB - Bolton Equities Black Spoke Pro Cycling - Human Powered Health - Israel-Premier Tech - Lotto Dstny - Q36.5 Pro Cycling Team - Team Corratec - Team Flanders-Baloise - Team Novo Nordisk - Uno-X Pro Cycling Team Continental team- Beat Cycling Club |
| |

### Lista startowa
| Uno-X Pro Cycling Team UXT | Uno-X Pro Cycling Team UXT | Uno-X Pro Cycling Team UXT |
| -------------------------- | -------------------------- | -------------------------- |
| Nr                         | Kolarz                     | Miejsce                    |
| 1                          | Alexander Kristoff (NOR)   | 88.                        |
| 2                          | Marcus Sander Hansen (DEN) | DNF                        |
| 3                          | Louis Bendixen (DEN)       | 133.                       |
| 4                          | Tord Gudmestad (NOR)       | 89.                        |
| 5                          | Kristoffer Halvorsen (NOR) | 17.                        |
| 6                          | William Blume Levy (DEN)   | 130.                       |
| 7                          | Søren Wærenskjold (NOR)    | 55.                        |

| Soudal Quick-Step SOQ | Soudal Quick-Step SOQ          | Soudal Quick-Step SOQ |
| --------------------- | ------------------------------ | --------------------- |
| Nr                    | Kolarz                         | Miejsce               |
| 11                    | Fabio Jakobsen (NED) (szosa)   | 35.                   |
| 12                    | Tim Declercq (BEL)             | 96.                   |
| 13                    | Casper Pedersen (DEN)          | DNS                   |
| 14                    | Jannik Steimle (GER)           | 95.                   |
| 15                    | Bert Van Lerberghe (BEL)       | 45.                   |
| 16                    | Stan Van Tricht (BEL)          | 90.                   |
| 17                    | Florian Sénéchal (FRA) (szosa) | 46.                   |

| Alpecin-Deceuninck ADC | Alpecin-Deceuninck ADC     | Alpecin-Deceuninck ADC |
| ---------------------- | -------------------------- | ---------------------- |
| Nr                     | Kolarz                     | Miejsce                |
| 21                     | Jasper Philipsen (BEL)     | 1.                     |
| 22                     | Jonas Rickaert (BEL)       | 34.                    |
| 23                     | Robbe Ghys (BEL)           | 125.                   |
| 24                     | Senne Leysen (BEL)         | 107.                   |
| 25                     | Mathieu van der Poel (NED) | 124.                   |
| 26                     | Ramon Sinkeldam (NED)      | 52.                    |
| 27                     | Lionel Taminiaux (BEL)     | 127.                   |

| Intermarché-Circus-Wanty ICW | Intermarché-Circus-Wanty ICW    | Intermarché-Circus-Wanty ICW |
| ---------------------------- | ------------------------------- | ---------------------------- |
| Nr                           | Kolarz                          | Miejsce                      |
| 31                           | Gerben Thijssen (BEL)           | 5.                           |
| 32                           | Jasper Dejaegher (BEL)          | 58.                          |
| 33                           | Julius Johansen (DEN)           | DNF                          |
| 34                           | Arne Marit (BEL)                | 47.                          |
| 35                           | Madis Mihkels (EST)             | 20.                          |
| 36                           | Roel van Sintmaartensdijk (NED) | 60.                          |
| 37                           | Boy van Poppel (NED)            | 77.                          |

| Astana Qazaqstan Team AST | Astana Qazaqstan Team AST    | Astana Qazaqstan Team AST |
| ------------------------- | ---------------------------- | ------------------------- |
| Nr                        | Kolarz                       | Miejsce                   |
| 41                        | Mark Cavendish (GBR) (szosa) | 3.                        |
| 42                        | Cees Bol (NED)               | 103.                      |
| 43                        | Igor Czżan (KAZ) (szosa)     | 61.                       |
| 44                        | Jewgienij Fiodorow (KAZ)     | 128.                      |
| 45                        | Dmitrij Gruzdiew (KAZ)       | 86.                       |
| 46                        | Martin Laas (EST)            | 114.                      |
| 47                        | Gleb Syrica                  | 82.                       |

| Bora-Hansgrohe BOH | Bora-Hansgrohe BOH     | Bora-Hansgrohe BOH |
| ------------------ | ---------------------- | ------------------ |
| Nr                 | Kolarz                 | Miejsce            |
| 51                 | Jordi Meeus (BEL)      | 15.                |
| 52                 | Shane Archbold (NZL)   | DNS                |
| 53                 | Patrick Gamper (AUT)   | 87.                |
| 54                 | Jonas Koch (GER)       | 109.               |
| 55                 | Marco Haller (AUT)     | 112.               |
| 56                 | Ryan Mullen (IRL)      | 43.                |
| 57                 | Danny van Poppel (NED) | DNF                |

| Cofidis COF | Cofidis COF            | Cofidis COF |
| ----------- | ---------------------- | ----------- |
| Nr          | Kolarz                 | Miejsce     |
| 61          | Max Walscheid (GER)    | 7.          |
| 62          | André Carvalho (POR)   | 106.        |
| 63          | Eddy Finé (FRA)        | 50.         |
| 64          | Piet Allegaert (BEL)   | 44.         |
| 65          | Christophe Noppe (BEL) | 98.         |
| 66          | Jelle Wallays (BEL)    | 104.        |

| Arkéa-Samsic ARK | Arkéa-Samsic ARK      | Arkéa-Samsic ARK |
| ---------------- | --------------------- | ---------------- |
| Nr               | Kolarz                | Miejsce          |
| 71               | Andrij Ponomar (UKR)  | 49.              |
| 72               | Ewen Costiou (FRA)    | 30.              |
| 73               | David Dekker (NED)    | 122.             |
| 74               | Hugo Hofstetter (FRA) | 56.              |
| 75               | Daniel McLay (GBR)    | 18.              |
| 76               | Luca Mozzato (ITA)    | 16.              |

| Team DSM DSM | Team DSM DSM               | Team DSM DSM |
| ------------ | -------------------------- | ------------ |
| Nr           | Kolarz                     | Miejsce      |
| 81           | Sam Welsford (AUS)         | 2.           |
| 82           | Tobias Lund Andresen (DEN) | 131.         |
| 83           | Alberto Dainese (ITA)      | 117.         |
| 84           | Niklas Märkl (GER)         | 116.         |
| 85           | Tim Naberman (NED)         | 132.         |
| 86           | Casper van Uden (NED)      | 22.          |
| 87           | Alexander Edmondson (AUS)  | 66.          |

| Team Jayco AlUla JAY | Team Jayco AlUla JAY    | Team Jayco AlUla JAY |
| -------------------- | ----------------------- | -------------------- |
| Nr                   | Kolarz                  | Miejsce              |
| 91                   | Dylan Groenewegen (NED) | 4.                   |
| 92                   | Zdeněk Štybar (CZE)     | 126.                 |
| 93                   | Luka Mezgec (SLO)       | 91.                  |
| 94                   | Lukas Pöstlberger (AUT) | 129.                 |
| 95                   | Blake Quick (AUS)       | 119.                 |
| 96                   | Elmar Reinders (NED)    | 100.                 |
| 97                   | Campbell Stewart (NZL)  | 92.                  |

| Trek-Segafredo TFS | Trek-Segafredo TFS          | Trek-Segafredo TFS |
| ------------------ | --------------------------- | ------------------ |
| Nr                 | Kolarz                      | Miejsce            |
| 101                | Edward Theuns (BEL)         | 6.                 |
| 102                | Mathias Vacek (CZE)         | 53.                |
| 103                | Marc Brustenga (ESP)        | 121.               |
| 104                | Daan Hoole (NED)            | 123.               |
| 105                | Emīls Liepiņš (LAT) (szosa) | 42.                |
| 106                | Otto Vergaerde (BEL)        | 36.                |

| Lotto Dstny LTD | Lotto Dstny LTD           | Lotto Dstny LTD |
| --------------- | ------------------------- | --------------- |
| Nr              | Kolarz                    | Miejsce         |
| 111             | Caleb Ewan (AUS)          | 8.              |
| 112             | Jasper De Buyst (BEL)     | 32.             |
| 113             | Jarrad Drizners (AUS)     | 118.            |
| 114             | Jacopo Guarnieri (ITA)    | 93.             |
| 115             | Rüdiger Selig (GER)       | 102.            |
| 116             | Michael Schwarzmann (GER) | 120.            |
| 117             | Liam Slock (BEL)          | 134.            |

| Israel-Premier Tech IPT | Israel-Premier Tech IPT      | Israel-Premier Tech IPT |
| ----------------------- | ---------------------------- | ----------------------- |
| Nr                      | Kolarz                       | Miejsce                 |
| 121                     | Rick Zabel (GER)             | 54.                     |
| 122                     | Itamar Einhorn (ISR) (szosa) | 9.                      |
| 123                     | Taj Jones (AUS)              | 14.                     |
| 124                     | Riley Pickrell (CAN)         | 28.                     |
| 125                     | Jens Reynders (BEL)          | 37.                     |
| 126                     | Rotem Tene (ISR)             | 57.                     |
| 127                     | Giacomo Nizzolo (ITA)        | 10.                     |

| Bingoal WB BWB | Bingoal WB BWB                 | Bingoal WB BWB |
| -------------- | ------------------------------ | -------------- |
| Nr             | Kolarz                         | Miejsce        |
| 131            | Louis Blouwe (BEL)             | 75.            |
| 132            | Dorian de Maeght (BEL)         | 108.           |
| 133            | Ceriel Desal (BEL)             | 70.            |
| 134            | Alexander Salby (DEN)          | 33.            |
| 135            | Guillaume Van Keirsbulck (BEL) | 69.            |
| 136            | Karl Patrick Lauk (EST)        | 40.            |
| 137            | Thibaut Bernard (BEL)          | 71.            |

| Bolton Equities Black Spoke Pro Cycling BEB | Bolton Equities Black Spoke Pro Cycling BEB | Bolton Equities Black Spoke Pro Cycling BEB |
| ------------------------------------------- | ------------------------------------------- | ------------------------------------------- |
| Nr                                          | Kolarz                                      | Miejsce                                     |
| 141                                         | Aaron Gate (NZL)                            | 31.                                         |
| 142                                         | Ethan Batt (NZL)                            | DNF                                         |
| 143                                         | Ollie Jones (NZL)                           | 63.                                         |
| 144                                         | Luke Mudgway (NZL)                          | 84.                                         |
| 145                                         | Mitchel Fitzsimons (NZL)                    | 74.                                         |
| 146                                         | Josh Kench (NZL)                            | DNF                                         |
| 147                                         | Rory Townsend (IRL) (szosa)                 | 21.                                         |

| Human Powered Health HPM | Human Powered Health HPM    | Human Powered Health HPM |
| ------------------------ | --------------------------- | ------------------------ |
| Nr                       | Kolarz                      | Miejsce                  |
| 151                      | August Jensen (NOR)         | 25.                      |
| 152                      | Stanisław Aniołkowski (POL) | 11.                      |
| 153                      | Alan Banaszek (POL)         | DNF                      |
| 154                      | Adam de Vos (CAN)           | 19.                      |
| 155                      | Gage Hecht (USA)            | 105.                     |
| 156                      | Wessel Krul (NED)           | 72.                      |
| 157                      | Gijs Van Hoecke (BEL)       | 68.                      |

| Q36.5 Pro Cycling Team Q36 | Q36.5 Pro Cycling Team Q36 | Q36.5 Pro Cycling Team Q36 |
| -------------------------- | -------------------------- | -------------------------- |
| Nr                         | Kolarz                     | Miejsce                    |
| 161                        | Matteo Moschetti (ITA)     | 13.                        |
| 162                        | Filippo Conca (ITA)        | 110.                       |
| 163                        | Alessandro Fedeli (ITA)    | 101.                       |
| 164                        | Tobias Ludvigsson (SWE)    | 99.                        |
| 165                        | Nicolò Parisini (ITA)      | 65.                        |
| 166                        | Antonio Puppio (ITA)       | 83.                        |
| 167                        | Kamil Małecki (POL)        | 79.                        |

| Team Corratec COR | Team Corratec COR        | Team Corratec COR |
| ----------------- | ------------------------ | ----------------- |
| Nr                | Kolarz                   | Miejsce           |
| 171               | Alexander Konychev (ITA) | 29.               |
| 172               | Antonio Barać (CRO)      | 80.               |
| 173               | Giulio Masotto (ITA)     | 136.              |
| 174               | Simone Olivero (ITA)     | 67.               |
| 175               | Lorenzo Quartucci (ITA)  | 39.               |
| 176               | Attilio Viviani (ITA)    | 23.               |
| 177               | Samuele Zambelli (ITA)   | 24.               |

| Team Flanders-Baloise TFB | Team Flanders-Baloise TFB | Team Flanders-Baloise TFB |
| ------------------------- | ------------------------- | ------------------------- |
| Nr                        | Kolarz                    | Miejsce                   |
| 181                       | Ruben Apers (BEL)         | 94.                       |
| 182                       | Lindsay De Vylder (BEL)   | 27.                       |
| 183                       | Sander De Pestel (BEL)    | 64.                       |
| 184                       | Vito Braet (BEL)          | 41.                       |
| 185                       | Alex Colman (BEL)         | 62.                       |
| 186                       | Ward Vanhoof (BEL)        | 51.                       |
| 187                       | Gilles De Wilde (BEL)     | 85.                       |

| Team Novo Nordisk TNN | Team Novo Nordisk TNN | Team Novo Nordisk TNN |
| --------------------- | --------------------- | --------------------- |
| Nr                    | Kolarz                | Miejsce               |
| 191                   | Hamish Beadle (NZL)   | 59.                   |
| 192                   | Sam Brand (GBR)       | 73.                   |
| 193                   | Joonas Henttala (FIN) | 111.                  |
| 194                   | Declan Irvine (AUS)   | 38.                   |
| 195                   | Matyáš Kopecký (CZE)  | 12.                   |
| 196                   | Filippo Ridolfo (ITA) | 113.                  |
| 197                   | Umberto Poli (ITA)    | 76.                   |

| BEAT Cycling Club BCY | BEAT Cycling Club BCY  | BEAT Cycling Club BCY |
| --------------------- | ---------------------- | --------------------- |
| Nr                    | Kolarz                 | Miejsce               |
| 201                   | Matthijs Büchli (NED)  | 78.                   |
| 202                   | Gil D'Heygere (BEL)    | 26.                   |
| 203                   | Bram Dissel (NED)      | 115.                  |
| 204                   | Yoeri Havik (NED)      | 48.                   |
| 205                   | Vincent Hoppezak (NED) | 135.                  |
| 206                   | Emiel Vermeulen (BEL)  | 97.                   |
| 207                   | Thijs Zonneveld (NED)  | 81.                   |

| Uno-X Pro Cycling Team UXT | Uno-X Pro Cycling Team UXT | Uno-X Pro Cycling Team UXT |
| -------------------------- | -------------------------- | -------------------------- |
| Nr                         | Kolarz                     | Miejsce                    |
| 1                          | Alexander Kristoff (NOR)   | 88.                        |
| 2                          | Marcus Sander Hansen (DEN) | DNF                        |
| 3                          | Louis Bendixen (DEN)       | 133.                       |
| 4                          | Tord Gudmestad (NOR)       | 89.                        |
| 5                          | Kristoffer Halvorsen (NOR) | 17.                        |
| 6                          | William Blume Levy (DEN)   | 130.                       |
| 7                          | Søren Wærenskjold (NOR)    | 55.                        |

| Soudal Quick-Step SOQ | Soudal Quick-Step SOQ          | Soudal Quick-Step SOQ |
| --------------------- | ------------------------------ | --------------------- |
| Nr                    | Kolarz                         | Miejsce               |
| 11                    | Fabio Jakobsen (NED) (szosa)   | 35.                   |
| 12                    | Tim Declercq (BEL)             | 96.                   |
| 13                    | Casper Pedersen (DEN)          | DNS                   |
| 14                    | Jannik Steimle (GER)           | 95.                   |
| 15                    | Bert Van Lerberghe (BEL)       | 45.                   |
| 16                    | Stan Van Tricht (BEL)          | 90.                   |
| 17                    | Florian Sénéchal (FRA) (szosa) | 46.                   |

| Alpecin-Deceuninck ADC | Alpecin-Deceuninck ADC     | Alpecin-Deceuninck ADC |
| ---------------------- | -------------------------- | ---------------------- |
| Nr                     | Kolarz                     | Miejsce                |
| 21                     | Jasper Philipsen (BEL)     | 1.                     |
| 22                     | Jonas Rickaert (BEL)       | 34.                    |
| 23                     | Robbe Ghys (BEL)           | 125.                   |
| 24                     | Senne Leysen (BEL)         | 107.                   |
| 25                     | Mathieu van der Poel (NED) | 124.                   |
| 26                     | Ramon Sinkeldam (NED)      | 52.                    |
| 27                     | Lionel Taminiaux (BEL)     | 127.                   |

| Intermarché-Circus-Wanty ICW | Intermarché-Circus-Wanty ICW    | Intermarché-Circus-Wanty ICW |
| ---------------------------- | ------------------------------- | ---------------------------- |
| Nr                           | Kolarz                          | Miejsce                      |
| 31                           | Gerben Thijssen (BEL)           | 5.                           |
| 32                           | Jasper Dejaegher (BEL)          | 58.                          |
| 33                           | Julius Johansen (DEN)           | DNF                          |
| 34                           | Arne Marit (BEL)                | 47.                          |
| 35                           | Madis Mihkels (EST)             | 20.                          |
| 36                           | Roel van Sintmaartensdijk (NED) | 60.                          |
| 37                           | Boy van Poppel (NED)            | 77.                          |

| Astana Qazaqstan Team AST | Astana Qazaqstan Team AST    | Astana Qazaqstan Team AST |
| ------------------------- | ---------------------------- | ------------------------- |
| Nr                        | Kolarz                       | Miejsce                   |
| 41                        | Mark Cavendish (GBR) (szosa) | 3.                        |
| 42                        | Cees Bol (NED)               | 103.                      |
| 43                        | Igor Czżan (KAZ) (szosa)     | 61.                       |
| 44                        | Jewgienij Fiodorow (KAZ)     | 128.                      |
| 45                        | Dmitrij Gruzdiew (KAZ)       | 86.                       |
| 46                        | Martin Laas (EST)            | 114.                      |
| 47                        | Gleb Syrica                  | 82.                       |

| Bora-Hansgrohe BOH | Bora-Hansgrohe BOH     | Bora-Hansgrohe BOH |
| ------------------ | ---------------------- | ------------------ |
| Nr                 | Kolarz                 | Miejsce            |
| 51                 | Jordi Meeus (BEL)      | 15.                |
| 52                 | Shane Archbold (NZL)   | DNS                |
| 53                 | Patrick Gamper (AUT)   | 87.                |
| 54                 | Jonas Koch (GER)       | 109.               |
| 55                 | Marco Haller (AUT)     | 112.               |
| 56                 | Ryan Mullen (IRL)      | 43.                |
| 57                 | Danny van Poppel (NED) | DNF                |

| Cofidis COF | Cofidis COF            | Cofidis COF |
| ----------- | ---------------------- | ----------- |
| Nr          | Kolarz                 | Miejsce     |
| 61          | Max Walscheid (GER)    | 7.          |
| 62          | André Carvalho (POR)   | 106.        |
| 63          | Eddy Finé (FRA)        | 50.         |
| 64          | Piet Allegaert (BEL)   | 44.         |
| 65          | Christophe Noppe (BEL) | 98.         |
| 66          | Jelle Wallays (BEL)    | 104.        |

| Arkéa-Samsic ARK | Arkéa-Samsic ARK      | Arkéa-Samsic ARK |
| ---------------- | --------------------- | ---------------- |
| Nr               | Kolarz                | Miejsce          |
| 71               | Andrij Ponomar (UKR)  | 49.              |
| 72               | Ewen Costiou (FRA)    | 30.              |
| 73               | David Dekker (NED)    | 122.             |
| 74               | Hugo Hofstetter (FRA) | 56.              |
| 75               | Daniel McLay (GBR)    | 18.              |
| 76               | Luca Mozzato (ITA)    | 16.              |

| Team DSM DSM | Team DSM DSM               | Team DSM DSM |
| ------------ | -------------------------- | ------------ |
| Nr           | Kolarz                     | Miejsce      |
| 81           | Sam Welsford (AUS)         | 2.           |
| 82           | Tobias Lund Andresen (DEN) | 131.         |
| 83           | Alberto Dainese (ITA)      | 117.         |
| 84           | Niklas Märkl (GER)         | 116.         |
| 85           | Tim Naberman (NED)         | 132.         |
| 86           | Casper van Uden (NED)      | 22.          |
| 87           | Alexander Edmondson (AUS)  | 66.          |

| Team Jayco AlUla JAY | Team Jayco AlUla JAY    | Team Jayco AlUla JAY |
| -------------------- | ----------------------- | -------------------- |
| Nr                   | Kolarz                  | Miejsce              |
| 91                   | Dylan Groenewegen (NED) | 4.                   |
| 92                   | Zdeněk Štybar (CZE)     | 126.                 |
| 93                   | Luka Mezgec (SLO)       | 91.                  |
| 94                   | Lukas Pöstlberger (AUT) | 129.                 |
| 95                   | Blake Quick (AUS)       | 119.                 |
| 96                   | Elmar Reinders (NED)    | 100.                 |
| 97                   | Campbell Stewart (NZL)  | 92.                  |

| Trek-Segafredo TFS | Trek-Segafredo TFS          | Trek-Segafredo TFS |
| ------------------ | --------------------------- | ------------------ |
| Nr                 | Kolarz                      | Miejsce            |
| 101                | Edward Theuns (BEL)         | 6.                 |
| 102                | Mathias Vacek (CZE)         | 53.                |
| 103                | Marc Brustenga (ESP)        | 121.               |
| 104                | Daan Hoole (NED)            | 123.               |
| 105                | Emīls Liepiņš (LAT) (szosa) | 42.                |
| 106                | Otto Vergaerde (BEL)        | 36.                |

| Lotto Dstny LTD | Lotto Dstny LTD           | Lotto Dstny LTD |
| --------------- | ------------------------- | --------------- |
| Nr              | Kolarz                    | Miejsce         |
| 111             | Caleb Ewan (AUS)          | 8.              |
| 112             | Jasper De Buyst (BEL)     | 32.             |
| 113             | Jarrad Drizners (AUS)     | 118.            |
| 114             | Jacopo Guarnieri (ITA)    | 93.             |
| 115             | Rüdiger Selig (GER)       | 102.            |
| 116             | Michael Schwarzmann (GER) | 120.            |
| 117             | Liam Slock (BEL)          | 134.            |

| Israel-Premier Tech IPT | Israel-Premier Tech IPT      | Israel-Premier Tech IPT |
| ----------------------- | ---------------------------- | ----------------------- |
| Nr                      | Kolarz                       | Miejsce                 |
| 121                     | Rick Zabel (GER)             | 54.                     |
| 122                     | Itamar Einhorn (ISR) (szosa) | 9.                      |
| 123                     | Taj Jones (AUS)              | 14.                     |
| 124                     | Riley Pickrell (CAN)         | 28.                     |
| 125                     | Jens Reynders (BEL)          | 37.                     |
| 126                     | Rotem Tene (ISR)             | 57.                     |
| 127                     | Giacomo Nizzolo (ITA)        | 10.                     |

| Bingoal WB BWB | Bingoal WB BWB                 | Bingoal WB BWB |
| -------------- | ------------------------------ | -------------- |
| Nr             | Kolarz                         | Miejsce        |
| 131            | Louis Blouwe (BEL)             | 75.            |
| 132            | Dorian de Maeght (BEL)         | 108.           |
| 133            | Ceriel Desal (BEL)             | 70.            |
| 134            | Alexander Salby (DEN)          | 33.            |
| 135            | Guillaume Van Keirsbulck (BEL) | 69.            |
| 136            | Karl Patrick Lauk (EST)        | 40.            |
| 137            | Thibaut Bernard (BEL)          | 71.            |

| Bolton Equities Black Spoke Pro Cycling BEB | Bolton Equities Black Spoke Pro Cycling BEB | Bolton Equities Black Spoke Pro Cycling BEB |
| ------------------------------------------- | ------------------------------------------- | ------------------------------------------- |
| Nr                                          | Kolarz                                      | Miejsce                                     |
| 141                                         | Aaron Gate (NZL)                            | 31.                                         |
| 142                                         | Ethan Batt (NZL)                            | DNF                                         |
| 143                                         | Ollie Jones (NZL)                           | 63.                                         |
| 144                                         | Luke Mudgway (NZL)                          | 84.                                         |
| 145                                         | Mitchel Fitzsimons (NZL)                    | 74.                                         |
| 146                                         | Josh Kench (NZL)                            | DNF                                         |
| 147                                         | Rory Townsend (IRL) (szosa)                 | 21.                                         |

| Human Powered Health HPM | Human Powered Health HPM    | Human Powered Health HPM |
| ------------------------ | --------------------------- | ------------------------ |
| Nr                       | Kolarz                      | Miejsce                  |
| 151                      | August Jensen (NOR)         | 25.                      |
| 152                      | Stanisław Aniołkowski (POL) | 11.                      |
| 153                      | Alan Banaszek (POL)         | DNF                      |
| 154                      | Adam de Vos (CAN)           | 19.                      |
| 155                      | Gage Hecht (USA)            | 105.                     |
| 156                      | Wessel Krul (NED)           | 72.                      |
| 157                      | Gijs Van Hoecke (BEL)       | 68.                      |

| Q36.5 Pro Cycling Team Q36 | Q36.5 Pro Cycling Team Q36 | Q36.5 Pro Cycling Team Q36 |
| -------------------------- | -------------------------- | -------------------------- |
| Nr                         | Kolarz                     | Miejsce                    |
| 161                        | Matteo Moschetti (ITA)     | 13.                        |
| 162                        | Filippo Conca (ITA)        | 110.                       |
| 163                        | Alessandro Fedeli (ITA)    | 101.                       |
| 164                        | Tobias Ludvigsson (SWE)    | 99.                        |
| 165                        | Nicolò Parisini (ITA)      | 65.                        |
| 166                        | Antonio Puppio (ITA)       | 83.                        |
| 167                        | Kamil Małecki (POL)        | 79.                        |

| Team Corratec COR | Team Corratec COR        | Team Corratec COR |
| ----------------- | ------------------------ | ----------------- |
| Nr                | Kolarz                   | Miejsce           |
| 171               | Alexander Konychev (ITA) | 29.               |
| 172               | Antonio Barać (CRO)      | 80.               |
| 173               | Giulio Masotto (ITA)     | 136.              |
| 174               | Simone Olivero (ITA)     | 67.               |
| 175               | Lorenzo Quartucci (ITA)  | 39.               |
| 176               | Attilio Viviani (ITA)    | 23.               |
| 177               | Samuele Zambelli (ITA)   | 24.               |

| Team Flanders-Baloise TFB | Team Flanders-Baloise TFB | Team Flanders-Baloise TFB |
| ------------------------- | ------------------------- | ------------------------- |
| Nr                        | Kolarz                    | Miejsce                   |
| 181                       | Ruben Apers (BEL)         | 94.                       |
| 182                       | Lindsay De Vylder (BEL)   | 27.                       |
| 183                       | Sander De Pestel (BEL)    | 64.                       |
| 184                       | Vito Braet (BEL)          | 41.                       |
| 185                       | Alex Colman (BEL)         | 62.                       |
| 186                       | Ward Vanhoof (BEL)        | 51.                       |
| 187                       | Gilles De Wilde (BEL)     | 85.                       |

| Team Novo Nordisk TNN | Team Novo Nordisk TNN | Team Novo Nordisk TNN |
| --------------------- | --------------------- | --------------------- |
| Nr                    | Kolarz                | Miejsce               |
| 191                   | Hamish Beadle (NZL)   | 59.                   |
| 192                   | Sam Brand (GBR)       | 73.                   |
| 193                   | Joonas Henttala (FIN) | 111.                  |
| 194                   | Declan Irvine (AUS)   | 38.                   |
| 195                   | Matyáš Kopecký (CZE)  | 12.                   |
| 196                   | Filippo Ridolfo (ITA) | 113.                  |
| 197                   | Umberto Poli (ITA)    | 76.                   |

| BEAT Cycling Club BCY | BEAT Cycling Club BCY  | BEAT Cycling Club BCY |
| --------------------- | ---------------------- | --------------------- |
| Nr                    | Kolarz                 | Miejsce               |
| 201                   | Matthijs Büchli (NED)  | 78.                   |
| 202                   | Gil D'Heygere (BEL)    | 26.                   |
| 203                   | Bram Dissel (NED)      | 115.                  |
| 204                   | Yoeri Havik (NED)      | 48.                   |
| 205                   | Vincent Hoppezak (NED) | 135.                  |
| 206                   | Emiel Vermeulen (BEL)  | 97.                   |
| 207                   | Thijs Zonneveld (NED)  | 81.                   |

Legenda: DNF – nie ukończył, OTL – przekroczył limit czasu, DNS – nie wystartował, DSQ – zdyskwalifikowany.

## Klasyfikacja generalna
| \| Klasyfikacja generalna \| Klasyfikacja generalna \| Klasyfikacja generalna \| Klasyfikacja generalna \| Klasyfikacja generalna \| \| Kolarz \| Kolarz \| Państwo \| Drużyna \| Czas \| \| ---------------------- \| ---------------------- \| ---------------------- \| ------------------------ \| ---------------------- \| \| 1. \| Jasper Philipsen \| Belgia \| Alpecin-Deceuninck \| 4h 25' 38" \| \| 2. \| Sam Welsford \| Australia \| Team DSM \| + 0" \| \| 3. \| Mark Cavendish \| Wielka Brytania \| Astana Qazaqstan Team \| + 0" \| \| 4. \| Dylan Groenewegen \| Holandia \| Team Jayco AlUla \| + 0" \| \| 5. \| Gerben Thijssen \| Belgia \| Intermarché-Circus-Wanty \| + 0" \| \| 6. \| Edward Theuns \| Belgia \| Trek-Segafredo \| + 0" \| \| 7. \| Max Walscheid \| Niemcy \| Cofidis \| + 0" \| \| 8. \| Caleb Ewan \| Australia \| Lotto Dstny \| + 0" \| \| 9. \| Itamar Einhorn \| Izrael \| Israel-Premier Tech \| + 0" \| \| 10. \| Giacomo Nizzolo \| Włochy \| Israel-Premier Tech \| + 0" \| |                   |                 |                          |            |
| |                   |                 |                          |            |
| Źródło: ProCyclingStats |                   |                 |                          |            |
| Klasyfikacja generalna |                   |                 |                          |            |
| Kolarz | Kolarz            | Państwo         | Drużyna                  | Czas       |
| 1. | Jasper Philipsen  | Belgia          | Alpecin-Deceuninck       | 4h 25' 38" |
| 2. | Sam Welsford      | Australia       | Team DSM                 | + 0"       |
| 3. | Mark Cavendish    | Wielka Brytania | Astana Qazaqstan Team    | + 0"       |
| 4. | Dylan Groenewegen | Holandia        | Team Jayco AlUla         | + 0"       |
| 5. | Gerben Thijssen   | Belgia          | Intermarché-Circus-Wanty | + 0"       |
| 6. | Edward Theuns     | Belgia          | Trek-Segafredo           | + 0"       |
| 7. | Max Walscheid     | Niemcy          | Cofidis                  | + 0"       |
| 8. | Caleb Ewan        | Australia       | Lotto Dstny              | + 0"       |
| 9. | Itamar Einhorn    | Izrael          | Israel-Premier Tech      | + 0"       |
| 10. | Giacomo Nizzolo   | Włochy          | Israel-Premier Tech      | + 0"       |